# Kanafas

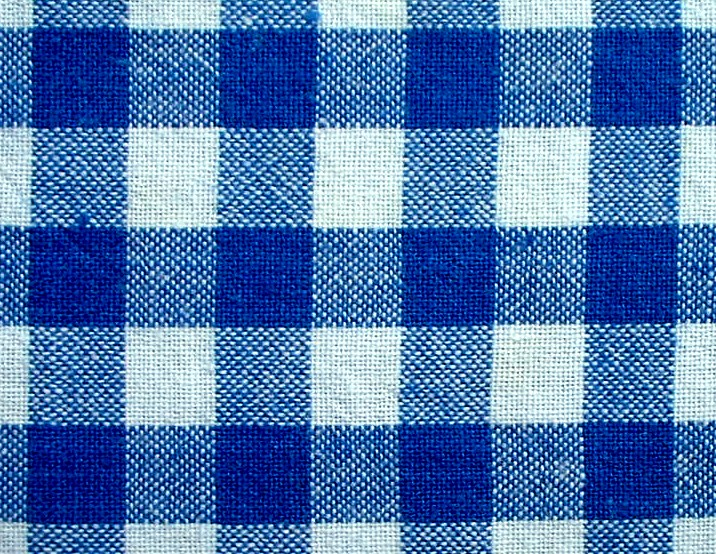
Bavlněný kanafas (cca 125 g/m²)

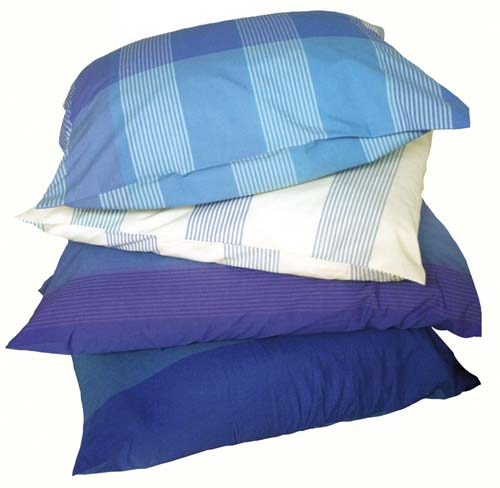
Moderní kanafas vzor crocus

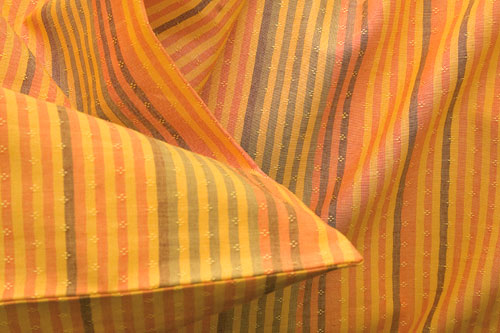
Moderní kanafas s vazebnými ozdobami vzor yellow-chilli

Kanafas (angl.: bed sheeting, něm.: Züchen) je
bavlnářská tkanina střední hmotnosti, ze středně hrubých přízí (barvených), tkaná v plátnové vazbě, která je na povrchu zřetelná. Vzory kanafasu jsou tvořeny buď podélnými nebo příčnými pruhy, nebo kárem, které vzniká použitím obojího. Známý, jednoduchý vzor jsou drobné červené či modré kostičky o velikosti cca 1 cm, ale možnosti kombinací ve spojení s barvami jsou rozmanité. Navíc bývá kanafas zdoben drobnými vazebnými efekty. Používá se na ložní a stolní prádlo, některé vzory se uplatňují na oděvy.

## Historický pohled
Pojmenování kanafas se odvozuje od latinského „canabis“ – konopí – neboť to byl velmi dobrý pevný textilní materiál. Později v 16. století se vyskytuje v písemných zprávách výraz „kanevač“, „kanebáč“ nebo „kanawas“ už i s upřesněním „vzorovaná lněná látka“.
Výroba plátna pro vlastní spotřebu byla v Českých zemích běžná v každé rodině již v době velkomoravské říše – svědčí o tom archeologické nálezy kamenných závaží používaných na vertikálních stavech.Další staletí tkali látky pro vlastní spotřebu jak muži, tak ženy už na horizontálních stavech. Za Karla IV. byli ve spisech jmenováni nejen pláteníci, ale i specialisté, např. šlojířníci – tkalci jemných látek a závojů. Od 14. a 15. století byli v městech organizováni tkalci v ceších.
„Vesnické i městské ženy byly ještě v 16. století stálými konkurentkami tkalců, tkajíce pro sebe trouby (role) plátna samy. Výroba těchto žen pro potřeby vlastní rodiny bránila vzrůstu cechovních pláteníků ve městech právě tak jako značný počet venkovských řemeslníků pracujících v horách, kteří tkali pro manufaktury.“
Štučky bílého, modře nebo červeně pruhovaného plátna byly již 16. století odkazovány v testamentech s doslovným zněním: „s pruhováním tureckou přízí červeně“. Z pruhovaných i kostkovaných pláten se již od středověku šily nejen povlaky peřin, ale i ženské sukně a zástěry, mužské vesty; a na gotických obrazech, plastikách a iluminacích pergamenových kodexů jsou zachyceny pruhované ubrusy a roušky na hlavách žen.
V hospodářství se užívalo také pruhovaných látek – např. na pytlích, v nichž se vozilo obilí, měla každá rodina jiný pruh (pruh=jmenovka). A sláma v postelích se každým rokem plnila do pruhovaných slamníků.
V době Marie Terezie byly Čechy velkou textilní výrobnou, rozmohlo se tkalcovství manufakturní. Avšak vlivem evropské konkurence začaly manufaktury své provozy uzavírat a v 19. století začali nezaměstnaní tkalci tkát pro místní spotřebu vesnických obyvatel. Z doma upředeného lnu (na osnovu) a koupeného bavlněného útku tkali pevné látky na sukně, zástěry a ložní prádlo. Protože ženy-objednavatelky byly náročné na vzory nově pořizovaných látek, snažili se tkalci vymýšlet nové a nové kombinace barev, pruhů i kostek. Lidové rčení „hup do kanafasu“ nebo popěvek „proto jsem si kanafasku koupila, abych se Ti můj Jeníčku líbila“, svědčí o jeho rozšíření. Kanafasy se zařadily také do lidových krojů a díky výtvarnému nadání tkalců se nám uchovaly desítky – stovky vzorů. Na vzory, které se zachovaly v rámci etnografických sbírek, mohly navázat návrhářky ÚLUV.
Koloristickým základem českých kanafasů v lidové kultuře je na bílém nebo režném základu indigově modrá a turecká červená, ke které přibyla žlutá, černá a teprve v 2. pol. 19. stol.méně často zelená, či fialová.
Na přelomu 19. a 20. století se přešlo z tuzemské suroviny – lnu – na snáze zpracovatelnou dováženou bavlnu, přibývala barevnost a bohatost členění pruhů. Nové barevnosti se objevovaly v manufakturách a tradiční místní barevnosti zcela rozrušila tovární výroba s masovým odbytem.[zdroj⁠?!] Od roku 1946 přebrala státem zřízená instituce Ústředí lidové umělecké výroby – ÚLUV dohled nad „lidovou výrobou“ kanafasu. Soustředila výrobu do Postřekova u Domažlic, u Štěpána Kapice, jehož dílnu postupně rozšířila. Kanafas už nebyl vyráběn ručně, ale mechanicky a použitý materiál, 100% bavlněná příze, byla také zpracovávána strojově. V letech 1981–1989 se vyrábělo kolem 200 000m kanafasu ročně[zdroj⁠?!]
Charakteristika tkaniny, číslo příze, dostava, osnovní i útková a gramáž se „usadila“ na cca 140–170 g/m2.[zdroj⁠?!]
Artikl, který si povinně musel zachovávat jisté prvky lidovosti, se přesto vyvíjel. Kromě tradičních – klasických vzorů, pravidelných bílo-barevných pruhů a kostek, byly vyráběny i vzory podle návrhů výtvarníků profesionálně školených na Vysoké škole uměleckoprůmyslové, obor textilní výtvarnictví (ak. mal. Jaroslava Bloudková do roku 1981, od roku 1981 ak. mal. Eva Jandíková). Z tradice tedy zůstal vlastní charakter tkaní, omezená barevná škála (ještě v roce 1985 bylo k dispozici pouze 12 barev včetně bílé a černé[zdroj⁠?!]) a prodej látky bez jakýchkoliv dalších úprav. Kanafasy byly přijímány v rámci úluváckého stylu jako látky, které patří na chalupu, ale některé nové vzory vybočovaly z této tradice a designově zapadaly do současného interiéru. Oděvní design Úluvu se plánovaně snažil držet krok s módou.
V devadesátých letech došlo k rozšíření barevné škály a dodatečnému zušlechťování mercerací a sanforizací. Tkanina tím získávala mnohem příjemnější uživatelské vlastnosti, nesrážela se tolik, byla splývavá, snadno se prala a žehlila, byla barevně výraznější, nebyla matná, ale pololesklá. Nově se v kanafasu objevil projev šanžánování známý dosud jen z hedvábných tkanin. Od roku 2000 dochází v konstrukci kanafasu ke změnám, které rozvětvují tradiční kvalitu do více různých provedení:
Gramáž 140–170 g/m2 a více je vhodná pro ubrusy, polštáře, chňapky, zástěry apod.
Gramáž 112–120 g/m2 je při použití jemnější příze a větší dostavy (39/36) vhodná pro ložní povlečení a blíží se jemností, hustotou a měkkým omakem perkálu (percale), který je používán pro kvalitní ložní prádlo. Ovšem na rozdíl od perkálu není tkanina vzorována tiskem, ale „jen“ barevnou přízí a pořád si drží složení z přírodního vlákna (100% bavlny). Pro vyšší komfort uživatele je vysrážená. I tato jemnější a splývavější látka nese název kanafas, protože se používá převážně na ložní povlečení.
Gramáž 300 g/m2 je zachována ve sbírce historických kanafasů PhDr. Jitky Staňkové a dnes se vyrábí repliky této tkaniny používané k čalounění. Barevnosti a vzorování současného kanafasu dovolují i přesah od praktického použití až do uměleckých expozic, jak to ukázaly některé výstavy.